# Polder Biert
De Polder Biert is een polder en voormalig waterschap in de gemeente Nissewaard (voorheen Geervliet en daarna Bernisse) in de Nederlandse provincie Zuid-Holland. Het was in 1811 gevormd uit het Ambacht Biert en Stompaard.
Het waterschap was verantwoordelijk voor de waterhuishouding in de polder.
De polder is zeer oud en van het type oudlandpolder wat opgemaakt kan worden aan de onregelmatige vorm en verkaveling van de polder. Misschien is de polder voor de overstromingen van de tweede helft van de twaalfde eeuw al aangelegd.

## Galerij

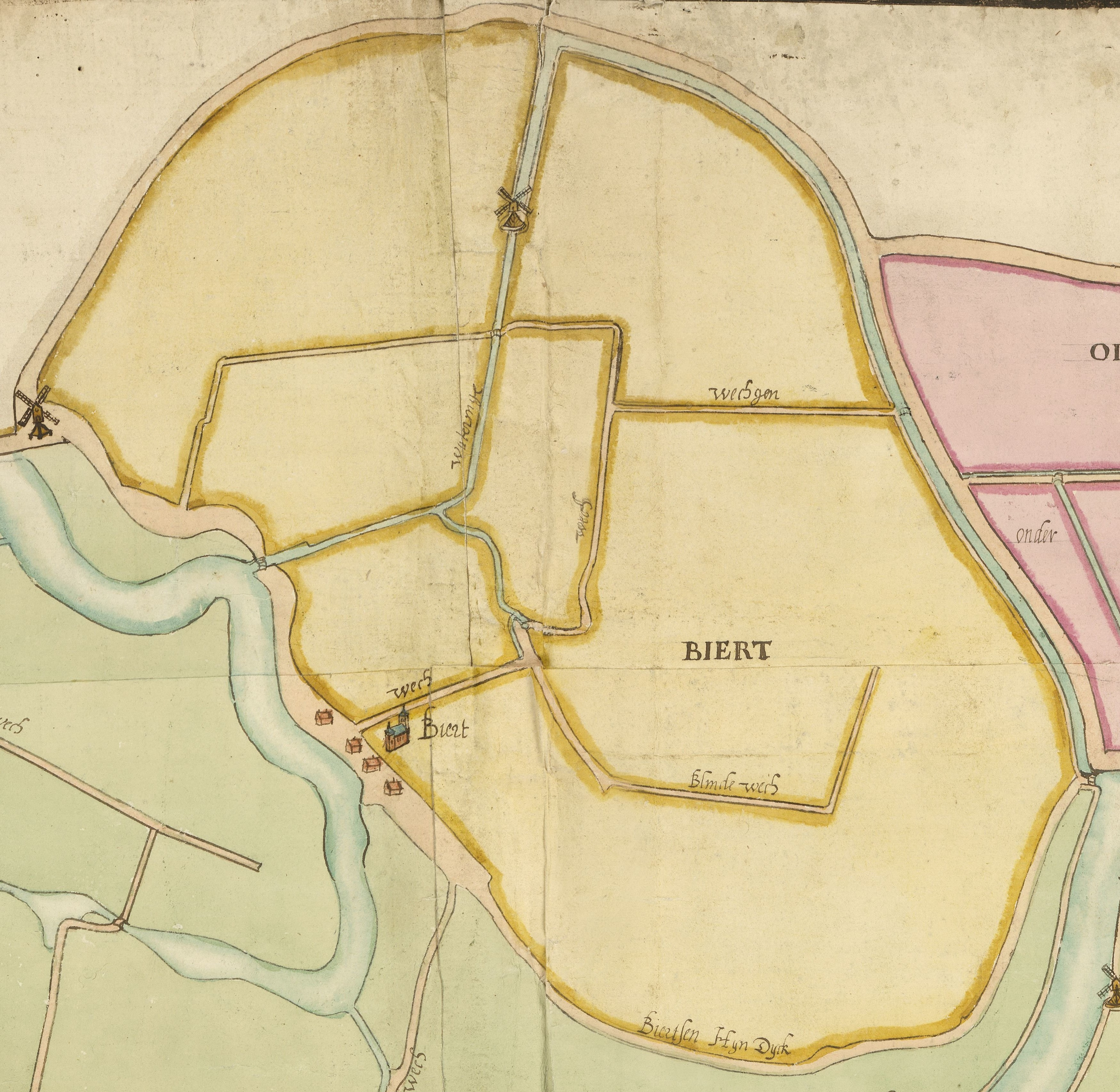
Kaart van Biert in 1617
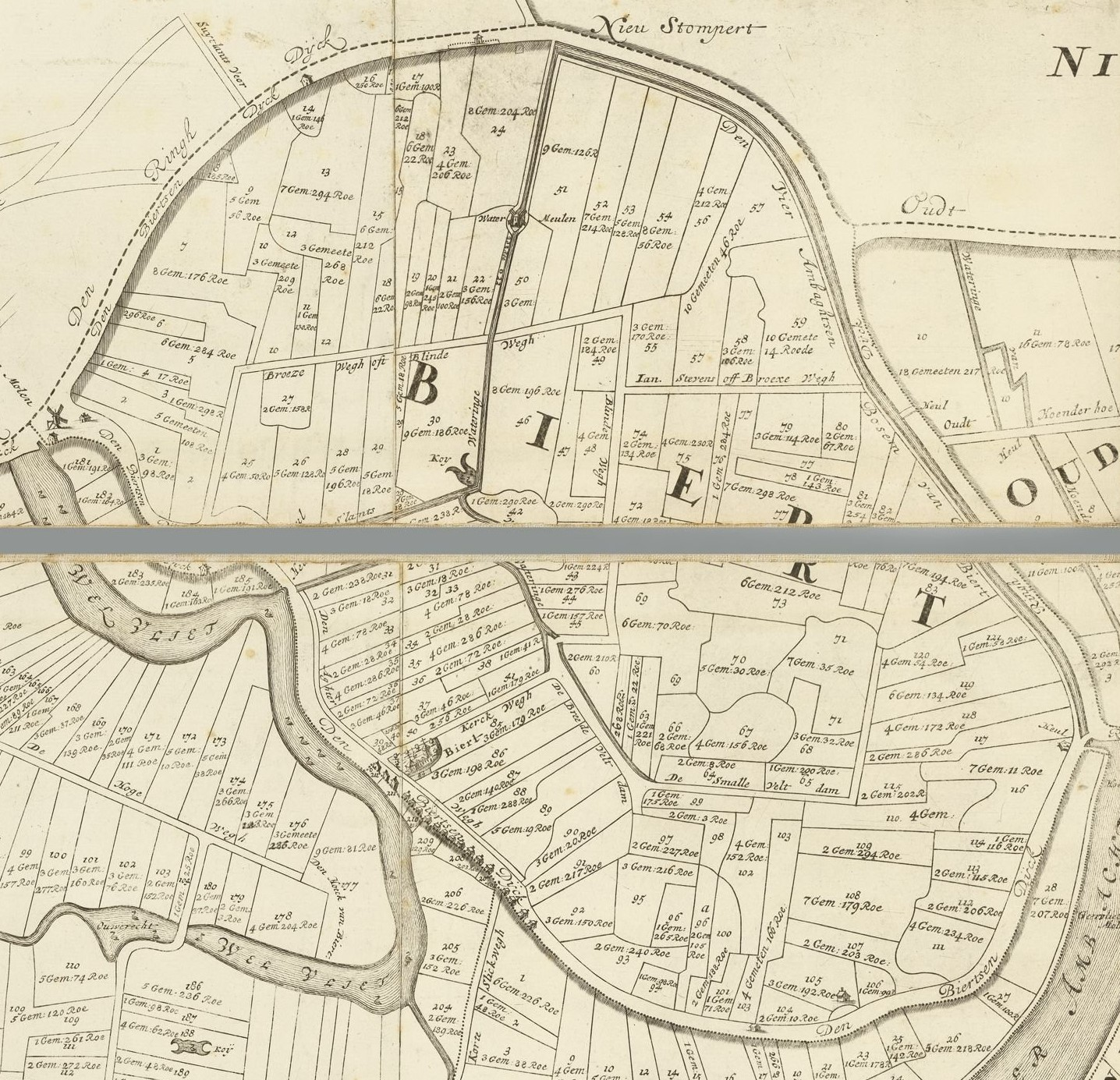
Kaart van Biert in 1700

## Bron
1. ↑  DBNL, Historisch-geografische inleiding, Voorne-Putten, Peter Don. DBNL. Geraadpleegd op 25 augustus 2024.